# Arachnocephalus nigrifrons
Arachnocephalus nigrifrons är en insektsart som beskrevs av Lucien Chopard 1917. Arachnocephalus nigrifrons ingår i släktet Arachnocephalus och familjen Mogoplistidae. Inga underarter finns listade i Catalogue of Life.